# Basen Foxe’a
Basen Foxe’a (ang. Foxe Basin, fr. Bassin de Foxe) – zatoka Oceanu Arktycznego, położona na północ od Zatoki Hudsona, od której oddzielona jest wyspą Southampton. Od wschodu i północy ograniczony jest przez Ziemię Baffina, a od zachodu przez Półwysep Melville’a. Basen Foxe’a połączony jest z innymi akwenami przez cieśniny: na zachodzie przez cieśninę Fury and Hecla Strait z zatoką Boothia, na południu przez cieśninę Foxe’a z Zatoką Hudsona, a na wschodzie przez Cieśninę Hudsona z Oceanem Atlantyckim. Basen Foxe’a zajmuje powierzchnię około 170 tys. km². Największą głębokość, ponad 1000 m, osiąga w południowej części.
W Basenie Foxe’a znajduje się wiele wysp, z których największa to Wyspa Księcia Karola. Zatoka jest wolna od lodów od lipca do października. Pływy w Basenie Foxe’a osiągają od 1,3 m na północnym zachodzie do 9 m na wschodzie.
Nazwa zatoki pochodzi od nazwiska angielskiego odkrywcy Luke’a Foxe’a.